# ジオパーク教育
ジオパーク教育（ジオパークきょういく、Geo-education）は、ジオパークを活用した教育・学習活動である。主としてジオパークに認定された地域や、ジオパークを目指す地域において取り組まれる．学校教育のみならず、社会教育、生涯学習も含む。

## 概要
ジオパークは、地質・地形といった「大地の遺産」を保全した上で、それを教育や観光に活用するユネスコのプログラムである。教育はジオパークの活動の3本柱の一角を占める。日本ではジオパークが認定された2008年頃から取組が開始された。ジオパーク教育は、ジオパークの核となる地質・地形についての理解が基礎としつつ、地質・地形の知識を保全や観光へと結びつけ、持続可能な社会づくりへ参画する教育活動を視野に入れている。

## 学校教育
学校では主に総合的な学習の時間や理科(地学)の時間でジオパークが扱われている。内容は環境教育、防災教育、自然調査、地域学習、コミュニケーション活動など多岐にわたる。ジオパークガイドや学芸員の支援によって行われる野外学習が特徴である。ジオパーク教育はESD(持続可能な開発のための教育)である。しかし、ESDの認知度が低い日本国内では課題も多い。
2017年度，文部科学省日本／ユネスコパートナーシップ事業の一環として，ジオパークを活用したESDに関する研修会が開催された。

## 社会教育
ジオパークガイドの養成やジオパーク検定の実施を通じた社会教育が進められている。

## 具体的な取組事例
以下のような事例が報告されている
- 教育計画に基づく体系的なジオパーク学習（糸魚川ジオパーク）
- 遠足を軸にした野外と学校の学びをつなげる(白山手取川ジオパーク)
- 地域の担い手を住民とともに育てる（室戸ジオパーク）
- ジオパーク学習センターとガイドによる教育（男鹿半島・大潟ジオパーク）
- 個別の学習がつながって小中高での連続したジオパーク学習へ（伊豆半島ジオパーク）
- 小中高一貫教育で進める「新地球学」（とかち鹿追ジオパーク）
- ジオパークで郷土愛を育てる（ゆざわジオパーク）
- 自然の仕組み、保全、活用、そして災害について統一的に学ぶ（阿蘇ジオパーク）．

## ESDへの取組み
地域ESD拠点となっているジオパーク
- 伊豆半島ジオパーク（ジオパークで初）
- 室戸ジオパーク
- 三笠ジオパーク

## ジオパーク教育スタンダード2015
ジオパーク教育スタンダード2015とは，2015年時点での全国のジオパーク推進協議会等が取組んでいる教育活動や支援の内容を一覧化したものである。各項目は全国のジオパークの教育活動・支援においてすでにあるいはほとんど到達されている内容を指す。日本ジオパークネットワーク活性化部会(現運営会議)教育ワーキンググループにより取りまとめられた。
| No. | スタンダード | 補足 | カテゴリ   |
| 1   | 地域の特色や文化、歴史など地域ならではの内容を独自の教材を用いて学ぶことができる。                                                               | 教材とは、他者に理解してもらうために作り出されたもののことを指し、教科書、副読本、読本、資料集、ガイドブック、看板などが考えられる。                                                                         | 教材面     |
| 2   | 自然、人間生活の成り立ちなどの相互関係、さらに過去、現在、将来について、地域、日本、地球といった、様々なスケール感覚を意識した教材を提供できる。 | 教材とは、他者に理解してもらうために作り出されたもののことを指し、教科書、副読本、読本、資料集、ガイドブック、看板などが考えられる。                                                                         | 教材面     |
| 3   | 子どもの自然、文化への関心喚起、学習意欲の向上に加えて、地域への愛着、アイデンティティの確立に役立つ教育活動ができる。                           | - | 教材面     |
| 4   | フィールド学習をはじめとする多様な手法を取り入れた教育を展開することができる。                                                                   | 多様な手法には、野外学習、実験、室内活動、防災教育、食育、地図(GIS)、英語、クラブ活動などが考えられる。 | 教材面     |
| 5   | 教育活動実績などを整理・蓄積し、活用するための環境、体制を整えている。                                                                           | データベース化する対象としては、学習報告会や、各種教育活動の実践成果、それら活動の報告書などを考えることができる。                                                                                           | 継続面     |
| 6   | ジオパーク教育のワンストップ窓口、情報発信組織となることができる。                                                                               | - | 推進組織面 |
| 7   | 学校がジオパークに関する学習を毎年計画的に実施できるよう学習活動を支援することができる。                                                         | 支援には、指導員、会場、バスの提供などが考えられる。会場とは、エリア内の施設（公民館や文化会館など）が考えられる。                                                                                           | 推進組織面 |
| 8   | ジオパーク教育の現状把握、効果の検証ができ、ジオパークの教育の質的・量的な向上に貢献できる。                                                     | 例えば、学習交流発表会、各校のジオパーク教育の取組みやふるさと学習に関するアンケートを定期的に実施し、調査する、など。                                                                                       | 推進組織面 |
| 9   | 研修や講習を通じて、教育担当者と教員の相互の理解を促進することができる。                                                                         | 教育担当者とは、協議会会員、ジオパークガイドなどが考えられる。研修や講習では、情報共有や意見交換に加え、ジオパークの現状や教育の最新事情などを内容として扱うことが考えられる。                               | 推進組織面 |
| 10  | 多様な教育活動の担い手がいる。教育活動の多様な担い手が、チームティーチングなど連携した取り組みができる。                                         | 多様な担い手とは、たとえば、教員のほか、地域の教育的課題・ESDに配慮した出前授業を行えるジオパーク担当職員、ジオガイド、学芸員、学習支援員、専門家など。                                                      | 推進組織面 |
| 11  | 地域の様々な教育をリンクさせたジオパーク学習に取り組むことができる。                                                                             | 地域の様々な教育とは、学校教育、社会教育、生涯教育など教育活動全体を指し、その対象としては、学校や幼稚園をはじめ、両親、地域、企業などが考えられる。リンクした取組みとは例えば親子学習活動などが考えられる。 | 連携面     |

## 海外のジオパーク教育
ドイツでは故郷のジオ（地質），エコ（動植物），ひと（文化史と経済的利用）に着目した教育が行われている。